# Місяць Андрій Петрович
Андрій Петрович Місяць (нар. 16 грудня 1975, с. Польові Гринівці, Хмельницький район, Хмельницька область) — український адвокат, правозахисник. З 15 листопада 2024 року тимчасово виконує обов'язки голови Вищої кваліфікаційно-дисциплінарної комісії адвокатури.

## Біографія
Закінчив Національну юридичну академію України імені Ярослава Мудрого та отримав вищу юридичну освіту за спеціальністю «Правознавство». Випускник Академії адвокатури України, освітній ступінь «магістр права».
З жовтня 1994 по липень 1998 - судовий виконавець Хмельницького районного суду. З липня 1998 по листопад 2002 - провідний спеціаліст Хмельницького обласного управління юстиції. З листопада 2002 по червень 2006 - начальник юридичного відділу ТОВ «Логос Плюс». 
У березні 2003 року отримав свідоцтво про право на зайняття адвокатською діяльністю. З травня 2007 року - директор адвокатської контори «Місяць і партнери».
У 2019 році був включений до виборчого списку партії «Слуга народу» під номером 167 для участі у позачергових парламентських виборах 2019 року до Верховної Ради України. Однак, за результатами виборів, він не отримав депутатського мандата.

## Діяльність в адвокатурі
Обирався членом атестаційної та дисциплінарної палати кваліфікаційно-дисциплінарної комісії Хмельницької області, представником адвокатів Хмельницької області у Вищій кваліфікаційно-дисциплінарній комісії адвокатури.
Неодноразово обирався делегатом від адвокатів Хмельницької області на конференції та з’їзди адвокатів України.
У червні 2017 року обраний заступником голови ВКДКА.
З 15 листопада 2024 року, після складення повноважень голови ВКДКА Сергієм Вилковим, тимчасово виконує обов'язки голови комісії.

## Науково-педагогічна діяльність
У жовтні 2014 року захистив дисертацію на тему «Відчуження майна особою, якій воно не належить на праві власності» та здобув науковий ступінь кандидата юридичних наук за спеціальністю «цивільне право і цивільний процес; сімейне право; міжнародне приватне право».
Працює на посаді доцента кафедри права Хмельницького національного університету.
Автор монографії та ряду наукових статей з проблем цивільного, господарського та митного права.

## Громадська діяльність
З січня 2008 року – керівник Центру надання правової інформації та правових консультацій, який надає безоплатну правничу допомогу малозабезпеченим громадянам.
У вересні 2010 року ініціював заснування Хмельницької обласної громадської організації «Подільська правова ліга» та обраний її головою.
Був заступником голови громадської ради при Управління МВС України у Хмельницькій області та головою постійної комісії з питань правової політики, взаємодії з судовими та правоохоронними органами громадської ради при Хмельницькій обласній державній адміністрації. 
За результатами конкурсу обраний членом Наглядової ради Координаційного центру з надання правової допомоги.
Член правління громадської спілки «Українська Гельсінська спілка з прав людини та голова правління громадської спілки «Мережа правового розвитку».

## Професійне визнання
- Подяка Хмельницького обласного управління юстиції (2000 рік).
- Грамоти Хмельницької обласної ради (2001, 2008, 2011 роки).
- Подяка Центральної виборчої комісії (2006 рік).
- Почесні грамоти Хмельницької міської ради (2006, 2014 роки).
- Грамота Кваліфікаційно-дисциплінарної комісії адвокатури Хмельницької області (2009 рік).
- Подяка Вищої кваліфікаційної комісії адвокатури при Кабінеті Міністрів України (2011 рік).
- Відзнака Спілки адвокатів України – медаль за заслуги у розвитку адвокатури (2011 рік).
- Грамота Хмельницької обласної державної адміністрації (2011 рік).
- Нагрудні знаки Національної асоціації адвокатів України (2013, 2016 роки).
- Подяка Національної асоціації адвокатів України (2014 рік).
- Почесне звання «Заслужений юрист України» (2017 рік)[9]
- Орден Національної асоціації адвокатів України «Видатний адвокат України» (2020 рік).